# Wiener Zeitung
La Wiener Zeitung est un quotidien autrichien créé en 1703 sous le nom de Wiennerisches Diarium. Le journal fut publié pour la première fois le 8 août 1703 ; il est considéré comme le journal le plus ancien encore publié.

## Histoire
Comme la plupart des journaux de l'époque, le Wiennerisches Diarium publie tout d'abord des informations nationales ou internationales. C'est alors un périodique bihebdomadaire paraissant le mercredi et le samedi.
En 1780, le journal change de nom pour devenir le Wiener Zeitung. Depuis 1812, c'est un journal officiel du gouvernement qui publie un Bulletin Officiel. Il devient alors trihebdomaire avec une publication supplémentaire le mardi, puis quotidien dès 1813. De 1857 à 1997, il est publié par l'Österreichischen Staatsdruckerei (imprimerie autrichienne). En 1998, la société Wiener Zeitung GmbH est créée. Cette dernière regroupe le journal, ses annexes, le journal électronique, la maison d'édition ainsi que les services en ligne proposés aux citoyens. Le gouvernement reste cependant l'éditeur du journal.
Sa publication passe de 4500 exemplaires en 1855 à près de 24000 exemplaires de nos jours. Depuis 1995, le journal dispose d'une version électronique, disponible en allemand sur son site officiel.
La Wiener Zeitung est également l'organe de publication officiel de la République d'Autriche et contient un journal officiel (intitulé Amtsblatt zur Wiener Zeitung) dans lequel se trouve, entre autres, le registre du commerce autrichien (Firmenbuch).  
En 1999, le ministère de la justice commence à publier ses lois sur internet et depuis le 1er janvier 2000, seule la version électronique des publications gouvernementale est officielle. Cependant, le journal continue à imprimer la version papier du Journal Officiel. 
En septembre 2009, la Wiener Zeitung reprend la direction rédactionnelle du site HELP.gv.at, le portail d'information de la République d'Autriche. HELP.gv.at propose des informations sur 170 situations telles que la grossesse, le mariage ou le permis de conduire. La plate-forme donne des informations sur les démarches à entreprendre, répond aux questions des citoyens ou les dirige vers le lieu approprié ou vers les liens les conduisant aux formulaires à remplir.
Depuis 2011, la Wiener Zeitung rédige un wiki dont le but est de regrouper toutes les informations sur la ville de Vienne, le Wien-Wiki.
En avril 2023, la Wiener Zeitung annonce la fin de son édition papier pour le 1er juillet 2023 ; cette annonce vient en parallèle de la scission des annonces officielles de l'État autrichien, qui seront publiées sur une plateforme distincte, privant le quotidien de la majorité de ses revenus.
La Wiener Zeitung imprime son dernier numéro le 30 juin 2023 après 116.839 jours, soit plus de trois cents ans d’existence.

## Rédaction
Les rédacteurs en chef du journal ont été :
- de 1983 à 2000 : Heinz Fahnler
- de 2000 au 30 avril 2005 : Peter Bochskanl
- de mai 2005 à octobre 2009 Andreas Unterberger, conservateur.

Le rédacteur en chef actuel est Reinhard Göweil. Avec lui, le journal s'oriente plus vers le libéralisme. 
Judith Belfkih, corédactrice en chef par intérim, est chargée de boucler les dernières éditions du journal en 2023.
Plusieurs auteurs autrichiens ont fait partie de la rédaction du journal : Eduard Hanslick, Alfons Petzold, Otto Stoessl, Thomas Pluch, Gerald Jatzek ou encore Gerald Schmickl.